# Amanda Mair

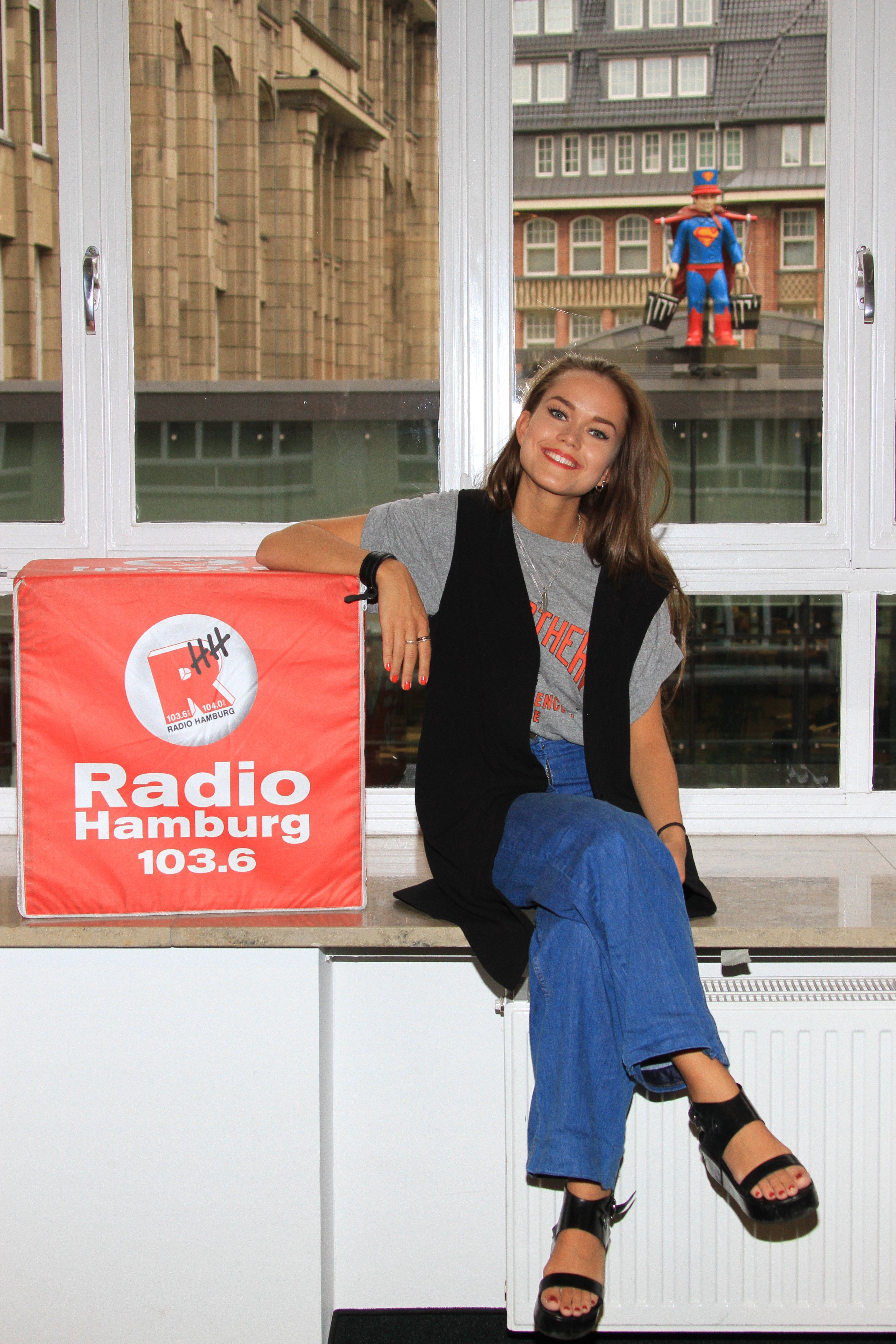
Amanda Mair im Studio bei Radio Hamburg

Amanda Ulrika Magdalena Mair (ausgesprochen: „Maier“; * 14. Juni 1994 in Lidingö) ist eine schwedische Popsängerin.

## Leben
Ihr Vater, der auch ihr Manager ist, kommt aus Österreich, ihre Mutter aus Finnland. Sie wurde 2011 von dem schwedischen Indielabel Labrador Records unter Vertrag genommen. Die erste Single war House (Juni 2011), es folgten Doubt (Oktober 2011) und Sense (Februar 2012).
Am 15. Februar 2012 wurde das Album Amanda Mair digital weltweit veröffentlicht.

## Diskografie

### Alben
- 2012: Amanda Mair (Labrador)

### Singles
- 2011: House (Labrador)
- 2011: Doubt (Labrador)
- 2012: Sense (Labrador)